# Rohan Campbell
Rohan Campbell,  est un acteur Canadien né en 1997. Il est connu pour avoir eu le premier rôle dans la série The Hardy Boys ainsi que pour avoir interprété le rôle de Corey Cunningham dans Halloween Ends.

## Filmographie

### Cinéma
- 2013 : The Right Kind of Wrong : Tyler
- 2014 : The Valley Below : Ben
- 2014 : Dark Hearts : Farley Mason
- 2015 : Diablo : Robert
- 2016 : A Miracle on Christmas Lake : Evan
- 2017 : Mon coup d'un soir, mon ex et moi : un étudiant
- 2018 : Boundaries : l'homme masqué
- 2018 : Richard Says Goodbye : un étudiant
- 2020 : Un Noël tombé du ciel : Travis
- 2021 : Broken Diamonds : Ice Cream Scooper
- 2022 : Halloween Ends : Corey Cunningham
- 2025 : The Monkey d'Oz Perkins : Ricky

### Télévision
- 2008 : Mayerthorpe : Tyler Stanton
- 2008 : La Fille du Père Noël 2 : Panique à Polaris : jeune Luke
- 2014 : Klondike : First Mate
- 2015 : Young Drunk Punk : Fan Boy
- 2015 : La Folle histoire de La Fête à la Maison : un étudient
- 2015 : Amour banni : Willie
- 2015 : En cavale pour Noël : Justin
- 2017 : Once Upon a Time : un mineur
- 2018 : MECH-X4 : Dane
- 2018 : Supernatural : Packmate
- 2019 : Unspeakable : Eric Doncaster
- 2019 : The Valley : Jeremy
- 2019 : Projet Blue Book : Rourke
- 2019 : Les 100 : Dave
- 2019 : iZombie : Murphy
- 2020 : Sacred Lies : Landon
- 2020 : Snowpiercer : Junior Butcher
- 2020 - 2023 : The Hardy Boys : Frank Hardy
- 2022 : Virgin River : Lonergan

### Clip vidéo
- 2024 : Taste de Sabrina Carpenter : Le petit ami